# Banila Co.
Banila Co. (Hangul: 바닐라코) là một thương hiệu mỹ phẩm của Hàn Quốc thuộc sở hữu của F&F
Banila Co. được tạo ra bởi F&F vào năm 2005. Hiện có hơn 80 cửa hàng tại Hàn Quốc và Trung Quốc.

## Sản phẩm
Banila Co. cung cấp một loạt các sản phẩm mỹ phẩm bao gồm:
- Sáp tẩy trang
- Skin Starter Pack
- Hydration Booster
- Tẩy da chết dạng miếng Peel Clear
- Tẩy tế bào chết
- Sữa rửa mặt tạo bọt
- Skin Primer

Balina Co. cũng cung cấp nhiều loại sản phẩm khác nhau không chứa cồn, màu nhân tạo, hương liệu nhân tạo, tinh dầu, paraben và silicone.

## Người phát ngôn và người mẫu đại diện thương hiệu
Tháng 3 năm 2011, nữ diễn viên Min Hyo-rin trở thành người mẫu mới của Banila Co.
Ngày 8 tháng 8 năm 2011, Hyorin của SISTAR đã được bổ nhiệm là người mẫu mới của Banila Co.
Ngày 25 tháng 9 năm 2012, đã thông báo rằng Jessica của Girls 'Generation sẽ là người chứng thực mới của Banila Co.
Ngày 20 tháng 6 năm 2013, Banila Co. đã thông báo rằng ca sĩ Roy Kim sẽ là người mẫu nam đầu tiên của họ.
Ngày 19 tháng 8 năm 2014, Song Ji-hyo được bổ nhiệm là người mẫu mới của Banila Co.
Ngày 28 tháng 9 năm 2016, Taeyeon (Girls Generation) đã được chọn làm người mẫu mới cho Banila Co.
Ngày 21 tháng 8 năm 2019, Kim Min-kyu được chọn làm người mẫu nam mới cho Banila Co.
Ngày 26 tháng 1 năm 2020, nam diễn viên Song Kang được chọn làm người mẫu mới cho Banila Co.
Ngày 26 tháng 2 năm 2020, nữ diễn viên Shin Se-kyung được chọn làm người mẫu mới cho Banila Co.
Ngày 21 tháng 10 năm 2021, ca sĩ Jeonghan (Seventeen) được chọn làm đại sứ mới cho Banila Co.